# Євсєєв Микола Сергійович
Євсєєв Микола Сергійович (рос. Николай Сергеевич Евсеев; нар. 16 квітня 1966) — російський плавець.
Учасник Олімпійських Ігор 1988 року.
Призер Чемпіонату світу з водних видів спорту 1986 року.